# Katedra letecké dopravy Žilinské univerzity v Žilině

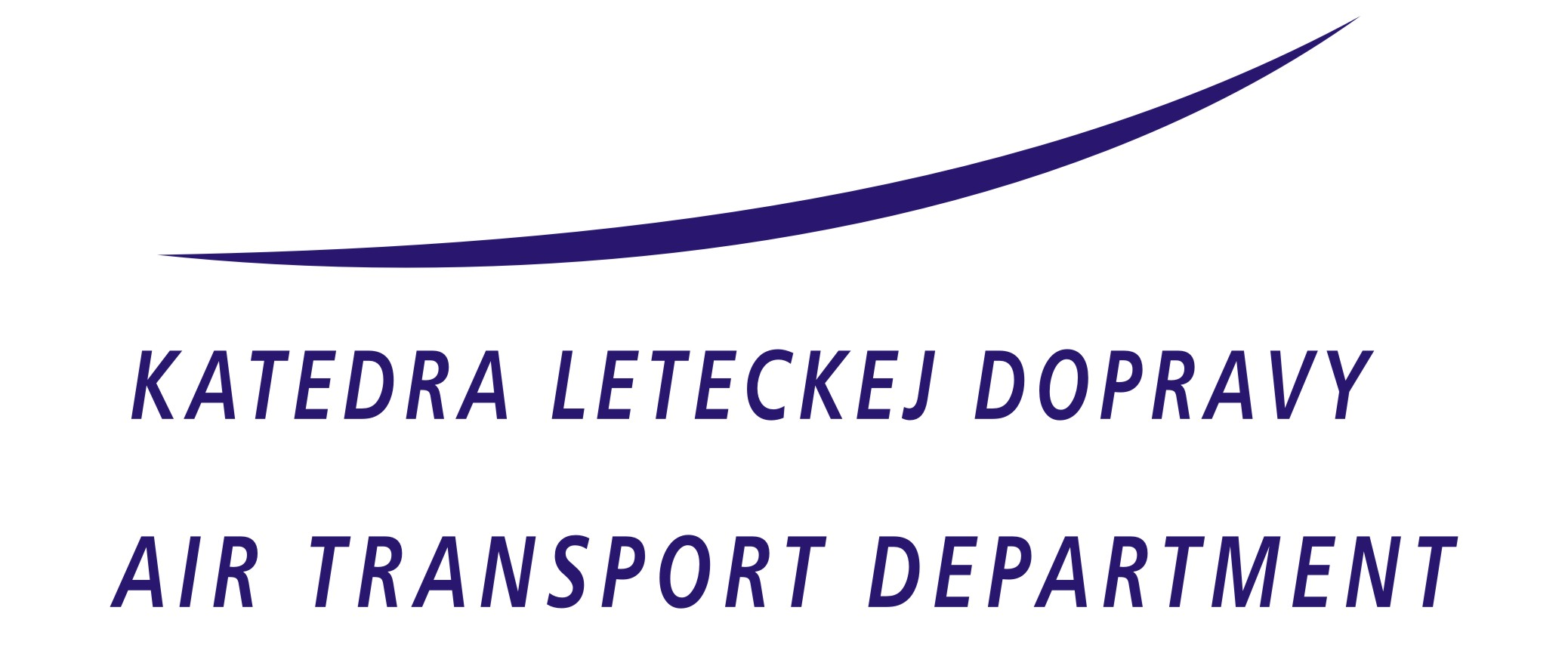
Logo KLD

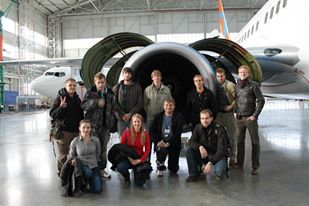
Exkurze AEROJOB

Katedra letecké dopravy Žilinské univerzity v Žilině (KLD) je centrem vzdělávání, výzkumu a výcviku v civilním letectví. KLD poskytuje akreditované studijní programy v třístupňovém systému vysokoškolského vzdělávání - bakalářské, inženýrské a doktorské. KLD úzce spolupracuje s Leteckým výcvikovým a vzdělávacím centrem Žilinské univerzity, které zajišťuje pro studijní program Profesionální pilot pilotní výcvik až do úrovně "frozen ATPL" (dopravního pilota). KLD je také sídlem Národního výcvikového centra bezpečnosti v civilním letectví ČR (NVCB). Toto centrum provádí kurzy v souladu s předpisy EU pro všechny kategorie personálu v letectví. Kurzy jsou navrženy pro zvýšení teoretických znalostí personálu a technických dovedností při zvládání množství potenciálních krizových situací. Bezpečnostní kurzy jsou certifikovány Leteckým úřadem Slovenské republiky (CAA SR).

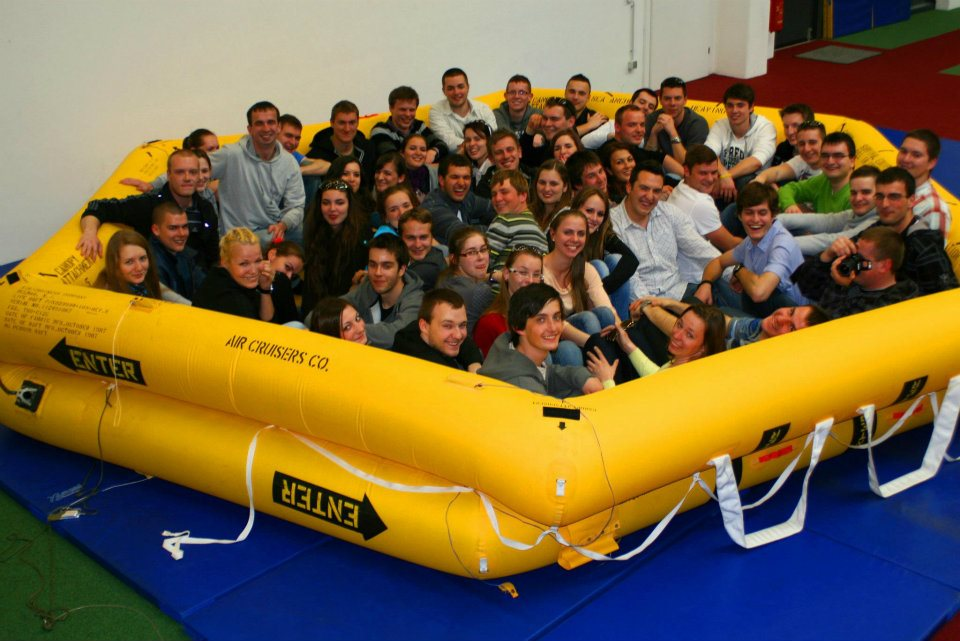
Exkurze AUSTRIAN

## Základní oblasti výzkumu a konzultační činnosti
- Kapacita letišť a provozní odhad
- Bezpečnost civilní letecké dopravy
- Meteorologie a nebezpečné povětrnostní jevy
- Provoz a ekonomika leteckých společností

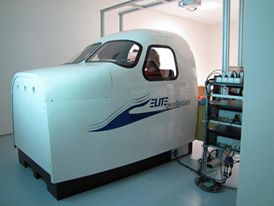
Simulátor BITD

- Lidský faktor
- Bezpečnost všeobecného letectví
- Řízení letového provozu

## Historie
Historie fakulty Provozovny a ekonomiky dopravy a spojů (F PEDAS) sahá do padesátých let 20. století. Pod původním názvem Fakulta železniční dopravy v Praze byla založena 1. října roku 1953 v rámci Českého Vysokého učení technického v Praze, které zahrnovalo i fakultu dopravy. Univerzita, už přejmenována na Vysokou školu dopravy, se přestěhovala do Žiliny, severozápadního centra Slovenska, v roce 1960. Když byl přesun v červenci roku 1960 dokončen, vysoká škola měla Fakultu provozu a ekonomiky dopravy (F-PED), jejíž součástí byla i Katedra provozu a ekonomiky letecké dopravy. K poslední změně názvu univerzity došlo v roce 1996, kdy byla přejmenována na Žilinská univerzita v Žilině. Katedra letecké dopravy úzce spolupracuje s Leteckým výcvikovým a vzdělávacím centrem Žilinské univerzity, které pro katedru zajišťuje letecký výcvik.

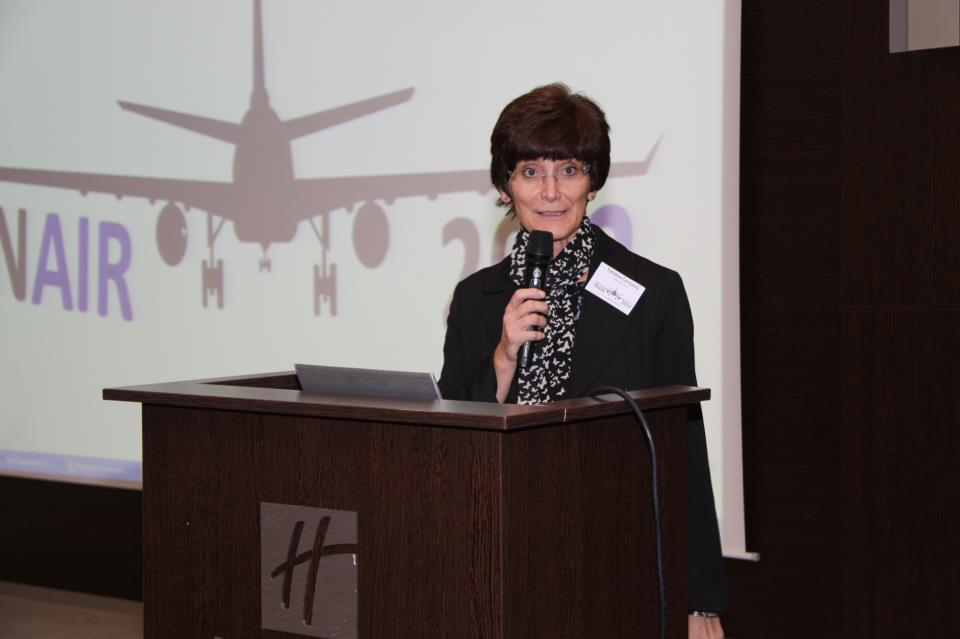
Konference INAIR

## Studium
KLD nabízí studijní programy „letecká doprava“ a „profesionální pilot“.
Část je studia zajišťována v anglickém jazyce vlastními pedagogy s účastí hostujících přednášejících z partnerských zahraničních škol a z praxe. Žilinská univerzita poskytuje teoretický a praktický pilotní výcvik do úrovně "frozen ATPL" (dopravního pilota) v rámci jedné organizace spolu s Leteckým výcvikovým a vzdělávacím centrem Žilinské univerzity. V rámci Národního stipendijního programu a programu ERASMUS mohou studenti studovat část studia v zahraničí na prestižních univerzitách. ENAC Toulouse, Cranfield, Glasgow, Dublin Institute of Technology a dalších.